# Traglufthalle

Schematischer Aufbau einer Traglufthalle

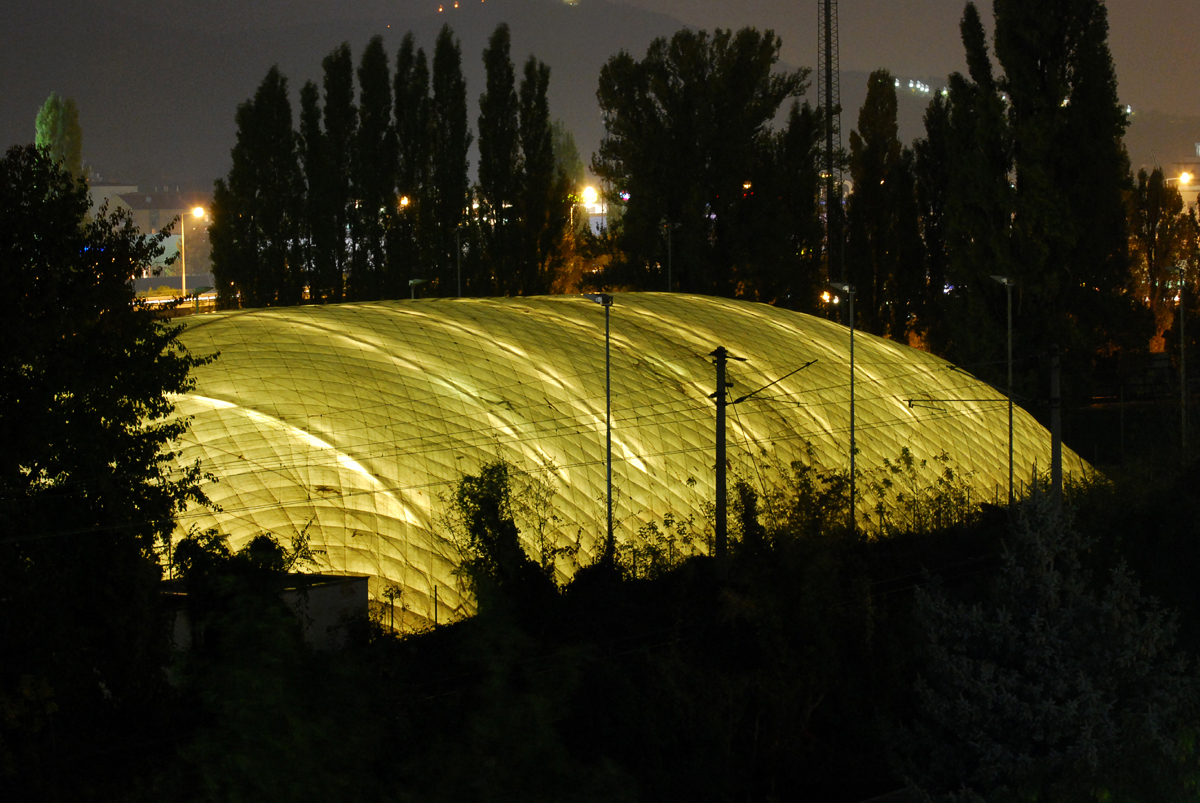
Tennis-Traglufthalle in der Nacht

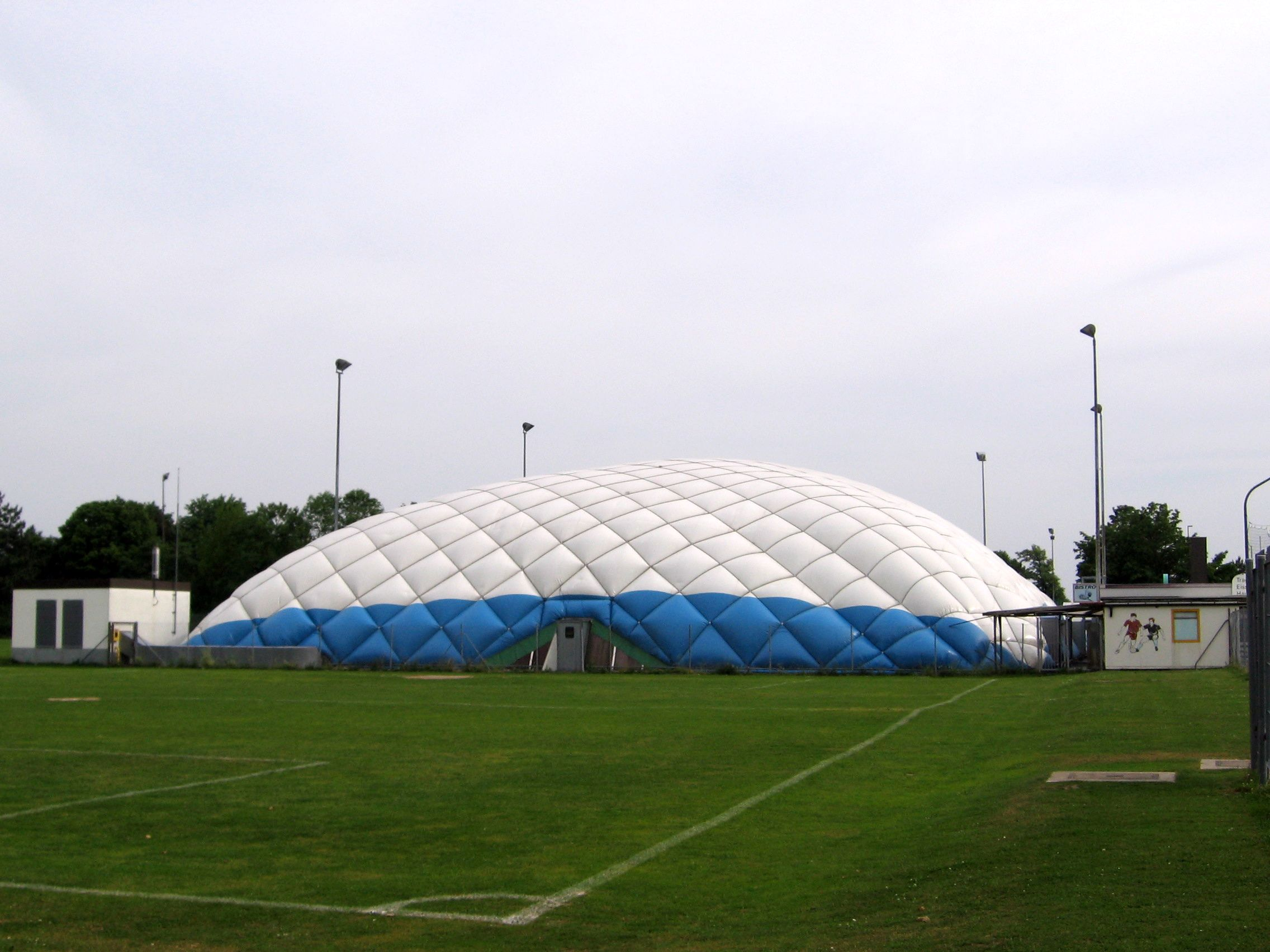
Eishalle in Augsburg-Haunstetten (Zustand bis 2007)

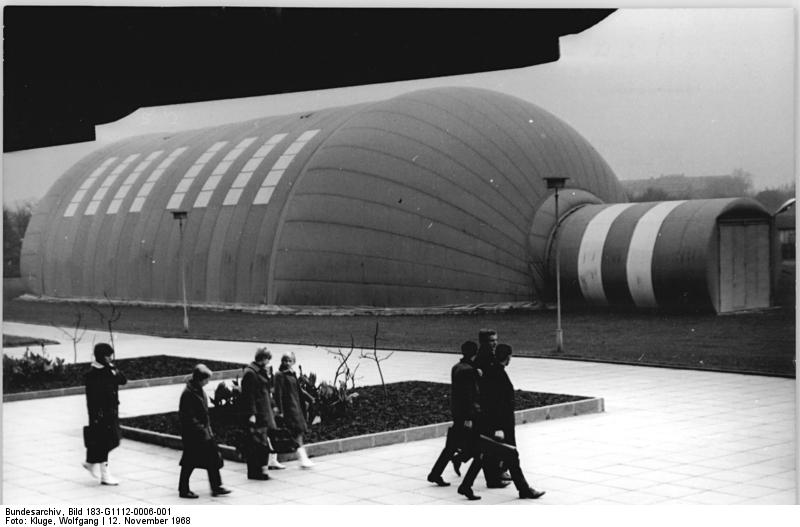
Traglufthalle in der DDR: Provisorische Basketball- und Volleyballhalle der DHfK in Leipzig im Jahr 1968

Eine Traglufthalle, auch Pneu genannt, ist eine über einer festen Bodenplatte (meist aus Beton oder Tartan) aufgeblasene elastische luftdichte Hülle. Die Halle wird über eine Druckschleuse betreten. Es muss ständig ein Gebläse arbeiten, damit der leichte Überdruck im Inneren der Traglufthalle erhalten bleibt.
Traglufthallen sind preiswerter und schneller gebaut als massive Hallen. Sie werden daher häufig als Provisorium für Lagerhallen, Messehallen oder Sporthallen genutzt, sowie als temporäre Massenunterkunft bei Großveranstaltungen und als Notunterkunft für Wohnungslose oder Flüchtlinge. Mit einer Traglufthalle kann ein Freibad im Winter in ein Traglufthallenbad umgewandelt werden. Traglufthallen werden auch als Radarkuppel (Radom) eingesetzt.

## Bauweisen
Dachhüllen von Traglufthallen werden aus einer durch Tränken luftdicht beschichteten Textilplane errichtet. Typische Materialien sind Polyester für das Gewebe und PVC oder Polyurethan für die lufthaltende Komponente des Verbunds.

### Einschichtige Hülle
Die einfachste Konstruktion besteht aus in geeignetem Schnitt verschweißten Bahnen einer Plane, die einlagig aufgeblasen wird. Der Heizbedarf ist vergleichsweise hoch, die Neigung zu Kondenswasserbildung an der Innenseite ebenfalls.

### Zweischichtige Hülle
Bahnenweise zweischichtig aus Plane aufgebaute Dachhüllen isolieren durch das eingeschlossene Luftpolster von wenigen Zentimetern Dicke.

### Dreischichtige Hülle
Der Aufbau enthält außen typisch ein Netz aus Stahlseilen.

### Boden
Wenn nicht schon ein luftdichter Boden vorliegt, kann ein Bodenaufbau aus Platten, luftdichter Folie und Kunstrasen erfolgen.

## Fertigung und Betrieb
Der besondere Vorzug einer Traglufthalle ist die Fertigungsdauer von wenigen Wochen, das Errichten binnen eines Tages, sowie die Abbaubarkeit in ebenso kurzer Zeit.
Die Errichtungskosten betragen nur etwa ein Zehntel einer Halle mit festen Wänden und Dach.
Auch in unbeheiztem Zustand benötigt eine Traglufthalle dauerhaft den Betrieb eines Gebläses, insbesondere um Windstabilität zu gewährleisten. Zweckmäßig ist ein Notstromaggregat um einen Ausfall des Stromnetzes ausgleichen zu können.
Wenn keine durchgehende Bodenplatte betoniert wird, ist zur festen Verankerung zumindest ein Fundamentstreifen entlang der Bodenkontur der Halle zu errichten.

## Beispiele

### Deutschland
- Das 49 Meter durchmessende, denkmalgeschützte Radom Raisting in Raisting am Ammersee beherbergt eine Antenne von 25 Meter Durchmesser zur Satellitenkommunikation.
- Eine 101,40 mal 63 Meter messende Traglufthalle überdacht einen Feldhockey-Platz beim Mannheimer Hockeyclub in Mannheim, bei einer Höhe von 15 Metern.[2]
- Eine der bekanntesten deutschen Traglufthallen war die Eishalle im Augsburger Stadtteil Haunstetten. Seit November 2009 ist die Eishalle wieder überdacht, jedoch nicht mehr mit einer flexiblen Außenhaut, sondern mit einer stabilen Konstruktion aus Metallplatten.
- Stark beschädigt wurden 1972 durch den Orkan Quimburga eine Traglufthalle an der Baustelle der Staatsbibliothek zu Berlin, die Bücher beherbergte, und eine am Werksgelände von Hanomag-Henschel in Kassel, in der Autos durch Bäume und Dachziegel beschädigt wurden.
- In der DDR hatten die Traglufthallen Tradition. Sie wurden in großem Umfang produziert, eingesetzt und auch exportiert. Vielerorts waren sie anzutreffen, z. B. als Sport- und Trainingshallen, als Produktions- und Lagerhallen, sogar in der Landwirtschaft. Sie wurden zum großen Teil aus Malimo-genähtem Gewebe hergestellt. Zum großen Teil wurden die Hallen auch exportiert und auch z. B. in Afrika als Krankenhäuser benutzt; Siehe auch: Malimo#Geschichte und Verwendung

### Österreich
- Am 13. Oktober 2014 eröffnete eine wärmegedämmte Traglufthalle mit 4 nebeneinander liegenden Tennisplätzen in Wien beim Hohe Warte Stadion. Die Leuchten sind deckenmontiert, ein Teil von der Decke abgehängt.[3]
- Ende Oktober wurde eine Traglufthalle für 3 Tennisplätze in Amstetten neu errichtet, die typisch von Anfang Oktober bis Mitte April betrieben und über den Sommer jeweils abgebaut werden soll, um über den Sommer Betriebskosten zu sparen. Das über der Hülle liegende Netz aus Stahlseil ist rundum an einem Betonfundament verankert.[4]
- Im Zuge der Flüchtlingskrise 2015 wurden den Tiroler Sozialen Diensten (TSD) des Landes Tirol 5 Traglufthallen als Behelfsunterkünfte gekauft. Ein Kredit von 6 Mio. € wurde dafür vergeben. Eine Halle davon wurde in Hall aufgestellt und bezogen, eine in Innsbruck-Arzl zwar aufgestellt doch nicht bezogen, drei wurden nicht ausgepackt. 2017 wurden die 4 ungenutzten Hallen um je 60.000 € vom Land angekauft und an humanitäre Organisationen im Ausland verschenkt.[5]
- Am 12. November 1975 wird eine für die Olympischen Spiele 1976 in Innsbruck errichtete Traglufthalle durch einen Sturm fast völlig zerstört.[6]

### Osteuropäische Länder
- Insbesondere in Ländern des ehemaligen Ostblocks sind Tennishallen oft noch kostengünstig als Traglufthallen ausgeführt.[7]

### Andere Länder
- Eine der größten Traglufthallen der Welt ist der 1988 eröffnete Tokyo Dome im Tokioter Stadtteil Bunkyō. Das 56 Meter hohe Bauwerk bietet 55.000 Gästen Platz. Es wird als Baseball-Stadion und für Veranstaltungen genutzt.
- Die luftgestützte Dachkonstruktion des Metrodome in Minneapolis (USA) hatte eine extrem große Fläche von etwa 4 Hektar. Am 11. Dezember 2010 stürzte sie unter einer dicken Schneedecke ein, die unter den Bedingungen eines starken Schneesturms nicht abgeräumt werden konnte.
- Eine einzigartige Traglufthalle in den Vereinigten Arabischen Emiraten ist Kooradome in Dubai, die mit einer speziellen Wärmedämmung den extremen Bedingungen der Wüste standhält.

## Tragluftdach
Von der Traglufthalle ist das Tragluftdach abgeleitet. Bei diesem bildet die elastische, mit Überdruck in Form gebrachte Hülle das Dach eines konventionell ausgeführten Gebäudes. im Vergleich zur Traglufthalle können mit dieser Konstruktion größere und weniger windempfindliche Gebäude errichtet werden, die keine feste Dachkonstruktion benötigen.